# حزب التعليم والتنمية في ليبيريا
حزب التعليم والتنمية الليبيري هو حزب سياسي في ليبيريا. وشارك في انتخابات 11 أكتوبر 2005 مع ثلاثة أحزاب كجزء من التحالف الديمقراطي المتحد.